# B급 며느리
"B급 며느리"는 2018년에 개봉한 대한민국의 영화이다.

## 캐스팅
- 김진영 (선호빈의 아내)
- 조경숙 (선호빈의 어머니)
- 선길균 (선호빈의 아버지)
- 선해준 (선호빈의 아들)
- 선호빈 (감독본인)
- 김현신 (김진영의 동생 -처제)
- 선호원 (선호빈의 동생-시동생)
- 선학순 (큰고모)
- 선미순 (작은고모)
- 이순희
- 이동렬
- 유경선
- 이정호
- 신진호
- 이현정
- 고을홍
- 이용의
- 이충욱
- 강래균
- 김청승
- 최윤혁
- 유태양
- 김종훈
- 최병준
- 이상현
- 이현수
- 이태훈
- 박봉남
- 하샛별
- 김강수
- 조이예환
- 김기민
- 오정훈
- 박혁지
- 김진철
- 진모영
- 홍형숙
- 삽입곡:산울림 지나긴이야기

## 같이 보기
- 2018년 대한민국의 영화 목록